# Andre Gray
Andre Anthony Gray, född 26 juni 1991 i Wolverhampton, England, är en jamaicansk fotbollsspelare som spelar för Al-Riyadh. Han har tidigare spelat för bland annat Luton Town, Brentford, och Burnley.  
Som ungdomsspelare spelade han för Wolverhampton och Shrewsbury Town. 
I maj 2020 förlovade sig Gray med Leigh-Anne Pinnock från popgruppen Little Mix.